# チェルシー (ロンドン)
チェルシー (Chelsea) は、テムズ川北岸、ロンドン中心部南西に位置する地区である。メイフェアやベルグレイヴィアなどに次ぐ高級住宅街としても知られている。
行政区ではケンジントン&チェルシー王立区に、下院選挙区ではケンジントン・アンド・チェルシー選挙区に属している。1963年ロンドン政府法による1965年の行政区域改正実施前には「チェルシー首都区」(Metropolitan Borough of Chelsea) を形成していた。
チェルシー地区を、スローン・スクエアを東の基点にしてキングズ・ロードがフラム方面へ東西に走っている。60年代以降のモッズやミニ（マリー・クヮント）、さらにヒッピー、パンク（ヴィヴィアン・ウエストウッド）などのカウンターカルチャーないしサブカルチャー隆盛期の中心的街路として、近隣に位置するソーホーのカーナビー・ストリートと共に世界的に有名であった。また、チェルシーFCのホームスタジアムであるスタンフォード・ブリッジはこの道路と並行して走っているフラム・ロードにある。
さらに、東西に走るナイツブリッジを基点に、ナイツブリッジ地区やチェルシー地区と東隣ベルグレイヴィアとの間を南北に走るスローン・ストリート（Sloane Street, 道路番号 A3216）一帯は、シャネルやジバンシィ、グッチなど世界的なハイブランド店が集積し、高感度なブティックや洗練されたレストランなどが連なる地区になる。
ナイツブリッジ地区の高級百貨店ハーベイ・ニコルズとハロッズとの距離およそ300m間は、スローン・ストリートの基点から南西に分岐するブロンプトン・ロード（Brompton Road, 道路番号A4）で結ばれ、チェルシー地区に入っていく。ブロンプトン・ロードを南側で並走するウォルトン・ストリート（Walton Street）は、同様に洗練されたレストランやブティックが軒を連ね、例えば、東京銀座にも進出しているアニヤ・ハインドマーチは1993年に同地で開業した。
チェルシーの名所としてはトーマス・カーライル邸、国立陸軍博物館（ナショナル・アーミー・ミュージアム）、スローン・スクエアにある中流向け百貨店ピーター・ジョーンズなどが存在する。

## 有名な居住者
チェルシーや周辺界隈には、ロンドンの他の地区よりも比較的多くのブルー・プラークが掲げられている。
- A・A・ミルン
- アガサ・クリスティ
- イザムバード・キングダム・ブルネル
- イングリッド・バーグマン（女優） - チェイニー・ガーデンズ (Cheyne Gardens) 9番地に居住し死去[1]。
- エリザベス・ギャスケル
- エリザベス・ハーレイ
- オスカー・ワイルド
- カイリー・ミノーグ
- キャサリン (プリンセス・オブ・ウェールズ) - プリンス・オブ・ウェールズ・ウィリアムとの恋人時代、婚姻前に居住。
- ジョゼフ・マロード・ウィリアム・ターナー[2]
- ジョニー・デップ
- スザンナ・ヨーク（女優）
- スティーヴ・クラーク（デフ・レパード）
- ダンテ・ゲイブリエル・ロセッティ
- デビッド・ロイド・ジョージ（元英国首相）
- トマス・モア
- ニック・ローズ（デュラン・デュラン）
- バーニー・エクレストン
- ヒュー・グラント
- フランシス・ベーコン
- フレディ・マーキュリー（クイーン）
- ヘンリー・ジェイムズ
- ボブ・ゲルドフ（元ブームタウン・ラッツ）
- ボブ・マーリー
- マーガレット・サッチャー（元英国首相）
- マーク・シャトルワース
- マーク・トウェイン
- マーク・ノップラー
- マーク・イザムバード・ブルネル
- ミック・カーン
- ミック・ジャガー（ローリング・ストーンズ）
- メアリ・アステル
- リリー・アレン
- また、007のジェームズ・ボンドもチェルシーに居を構えているという設定になっている。